# منطقه ۸۶ (قطر)
منطقه ۸۶ یک منطقهٔ مسکونی در قطر است که در الشحانیه (شهرداری) واقع شده‌است. منطقه ۸۶ ۳۶۵ کیلومتر مربع مساحت و ۱۳٬۲۷۴ نفر جمعیت دارد.